# 前尼西亞時期
在基督教歷史中，前尼西亞時期（英語：Ante-Nicene Period）為西元1世紀使徒時代結束後，一直到325年第一次尼西亞公會議舉行之前的這段時期。在這段時期，基督教會擴展到全羅馬帝國，並成為羅馬帝國的官方宗教。這段時期又被稱為後使徒時代（Post-Apostolic Age）。在這段時期中，許多基督教會的共同基本教義被確立。